# Confrontos entre humanos e computadores em jogos
Este artigo traz um histórico de Confrontos entre humanos e computadores em jogos, sejam eles de tabuleiro, de cartas, ou outros.
Entre dilemas éticos e expectativas futuristas, investir no avanço de uma inteligência artificial capaz de vencer humanos pode trazer uma gama muito ampla de benefícios, desde o auxílio em decisões de compra e venda de ações até diagnósticos médicos.
Por exemplo, em 2011, o computador "Watson", da IBM, ganhou de humanos num jogo de perguntas e respostas conhecido por Jeopardy. Segundo Jim de Piante, que atuou como gerente de projeto no desenvolvimento do Watson, o objetivo mais importante do projeto Watson é encontrar respostas para qualquer pergunta analisando uma massa de dados em linguagem natural. Desta forma, sua "inteligência" pode ser usada no diagnóstico do câncer e em análises financeiras.

## Historia
O aprendizado dos computadores começou nos anos 1950, com o jogo da velha e suas cerca de 360 mil progressões possíveis. Nos anos 1990, houve a famosa vitória do Deep Blue, da IBM, sobre o então campeão mundial de xadrez, Garry Kasparov, com mais de 9 milhões de jogos possíveis.
Em 1968, David Levy, campeão escocês de xadrez, estava em uma festa que tinha como anfitrião Donald Michie, fundador do Departamento de Inteligência Artificial da Universidade de Edimburgo. Levy fez uma aposta com o acadêmico americano John McCarthy, que cunhou o termo “inteligência artificial”: o computador não iria derrotá-lo em uma partida xadrez. Levy derrotou o computador sem muitos problemas. McCarthy, porém, foi enfático: em 10 anos, os computadores seriam sim capazes de derrotar humanos em partidas de xadrez.
Uma das primeiras disputas midiáticas entre humanos e computadores ocorreu em julho de 1979, quando o programa de computador BKG 9.8, que fora criado para jogar xadrez, descobriu outra aptidão, o gamão. A máquina foi convidada para competir contra o então campeão mundial do jogo, o italiano Luigi Villa. O campeão mundial foi surpreendido e acabou perdendo por 7 a 1 para o BKG 9.8, o que fez com que seu criador, o professor de ciências da computação Hans Berliner, levasse US$ 5.000 para casa.
Em 1997, um computador venceu pela primeira vez um humano campeão mundial de xadrez. Desde então, a inteligência artificial tem tido sucesso em derrotar humanos em complexos jogos de tabuleiro. O milenar jogo Go, criado há mais de 2.500 anos na China, era a última barreira. Em janeiro de 2016 essa barreira foi quebrada, após o computador AlphaGo derrotar um campeão mundial deste jogo pela primeira vez.

## Histórico de Confrontos

### Jogos de Tabuleiro

#### Gamão
Uma das primeiras disputas midiáticas entre humanos e computadores ocorreu em julho de 1979, quando o programa de computador BKG 9.8, que fora criado para jogar xadrez, descobriu outra aptidão, o gamão. A máquina foi convidada para competir contra o então campeão mundial do jogo, o italiano Luigi Villa. O campeão mundial foi surpreendido e acabou perdendo por 7 a 1 para o BKG 9.8, o que fez com que seu criador, o professor de ciências da computação Hans Berliner, levasse US$ 5.000 para casa.

#### Xadrez
Em 1968, David Levy, campeão escocês de xadrez, estava em uma festa que tinha como anfitrião Donald Michie, fundador do Departamento de Inteligência Artificial da Universidade de Edimburgo. Levy fez uma aposta com o acadêmico americano John McCarthy, que cunhou o termo “inteligência artificial”: o computador não iria derrotá-lo em uma partida xadrez. Levy derrotou o computador sem muitos problemas. McCarthy, porém, foi enfático: em 10 anos, os computadores seriam sim capazes de derrotar humanos em partidas de xadrez. Levy, então, fez uma nova aposta: disse que pagaria US$ 500 caso perdesse para um computador antes de 1979.
Em 1978, um ano antes do encerramento da aposta, Levy se viu em Toronto, enfrentando um computador em uma partida que se transformou em um divisor de águas: disputou cinco partidas contra seu “inimigo”. Empatou a primeira e venceu as duas seguintes. Mas veio uma derrota na quarta. E foi com muito custo que o escocês triunfou no último jogo. Levy seguiu levando a melhor sobre “cérebros eletrônicos” – na verdade, ficou invicto durante 21 anos. Foi apenas em 1989, em uma série promovida pela Sociedade Britânica de Xadrez, em Londres, que o escocês finalmente encontrou um algoz – um programa chamado Deep Thought.

##### Táticas “Anticomputador”
David Levy ficou invicto contra computadores durante 21 anos por ter desenvolvido o que chamava de táticas “anticomputador” – movimentos que em nada ajudariam contra oponentes humanos, mas que davam vantagem em confrontos “cibernéticos”. Conforme palavras de Levy: “eu chamava de ‘tática do faça nada para fazer bem’. Fazia uma série de movimentos que melhoravam minha posição de forma bem tímida. O computador não conseguia entender qual era o plano a longo prazo. Meu objetivo era ver o programa se embananar. E aí minha posição em algum momento ficaria forte o suficiente para que eu esmagasse meu adversário”.
Com as chamadas Táticas “Anticomputador”, todo o poder computacional não representa vantagem em relação à compreensão intuitiva que o ser humano tem de determinada situação, sem que precise de análises mais profundas. Um jogador experiente tem a capacidade de olhar uma posição e compreender suas possibilidades sem recorrer a cálculos precisos nem estruturados.
Outro enxadrista a utilizá-las de forma famosa foi o israelense Boris Alterman, que disputou uma série de partidas eletrônicas nas décadas de 1990 e 2000 e desenvolveu uma estratégia apelidade de “A Muralha de Alterman”. Ela consistia basicamente de um jogo “retrancado” e marcado por pouca perda de peças – mais peças no tabuleiro dificultariam a vida do computador para calcular uma saída por causa do aumento de movimentos possíveis.
O problema é que estas artimanhas passaram a ser incorporadas ao repertório dos computadores assim que seus programadores ficaram sabendo delas.

##### Garry KasparovxDeep Blue
Em 1996, o campeão mundial de xadrez Garry Kasparov, então campeão mundial de xadrez, enfrentou pela primeira vez um supercomputador. Ele enfrentou o computador chamado Deep Junior. Este match entrou para a história por ser a primeira vez que um campeão mundial de xadrez perdeu uma partida para um computador, em uma partida de xadrez oficial. O placar final, no entanto, terminou 4 a 2 para o soviético que conseguiu superar a inteligência artificial.
Depois do Deep Junior ser atualizado para Deep Blue, os dois se enfrentaram novamente no ano seguinte e dessa vez o supercomputador levou a melhor ao vencer dois jogos, perder um e empatar outros três.

#### Jogo de Damas
O supercomputador Chinook, que fora desenvolvido na Universidade de Alberta, no Canadá, começou a competir no jogo de Damas em 1990, quando venceu o campeonato estadual de damas de Mississipi jogando contra humanos. Por conta disso, ele foi convidado para jogar contra o estadunidense Marion Tinsley, tido como o melhor de todos na época.
Mesmo com um bom retrospecto de vitórias, o computador não foi páreo para as habilidades de Tinsley. Em 39 partidas, Chinook venceu apenas duas, contra quatro vitórias do Tinsley e outros 33 empates.

#### Go
Em janeiro de 2016, o computador AlphaGo, da Google, foi o primeiro computador a conseguir derrotar um campeão mundial de Go, um antigo jogo de tabuleiro famoso por sua complexidade, e que consiste no confronto entre dois participantes que posicionam pedras de cores opostas até um deles dominar o tabuleiro. Esta data foi um marco, uma vez que vários especialistas acreditavam que os programas de inteligência artificial ainda demorariam mais uma década até vencer o ser humano neste jogo. Desde que a inteligência artificial passou a ter sucesso em derrotar humanos em complexos jogos de tabuleiro, o jogo Go era a última barreira a ser quebrada.
O milenar jogo oriental de tabuleiro sempre foi considerado um dos maiores desafios para os computadores por seu amplo espectro de movimentos das peças. O problema do jogo Go, para a inteligência artificial, seria a habilidade de realizar algo similar à intuição humana – ou seja, procurar e reagir a padrões. Isto parecia ser fundamental e muito distante da realidade. Diferentemente do que ocorre no xadrez, por exemplo. O Deep Blue foi treinado e programado pela IBM com alguns conhecimentos sobre o xadrez. Assim, sua vantagem sobre os humanos residia especialmente na capacidade de realizar cálculos.
Desta forma, para que fosse capaz de vencer um campeão mundial de Go, algoritmos de aprendizado conhecidos como redes neurais profundas foram treinados por meio de uma base de dados que inclui milhões de jogadas realizadas por seres humanos no passado. Em seguida, o programa afiou seu conhecimento por meio de partidas extremamente velozes realizadas contra si mesmo. A cada mudança no algoritmo, o programa foi se tornando mais apto a jogar. E assim, o AlphaGo finalmente venceu por meio de um método extremo de aprendizado que equivale à experiência de muitas vidas humanas, conhecido como busca em árvore Monte Carlo em função de sua capacidade de avaliar de forma randomizada um universo de movimentos possíveis.

### Jogos de Baralho

#### Poker
Professor da Universidade Carnegie Mellon, nos Estados Unidos, Tuomas Sandholm criou uma inteligência artificial que é capaz de jogar contra quatro dos melhores jogadores de poker do planeta. A disputa aconteceu em 2015 e envolveu os jogadores Dong Kim, Jason Les, Bjorn Li e Doug Polk.
Em partidas na modalidade Texas Hold’em, máquina batizada de Claudico enfrentou os humanos em 80 mil “mãos”, sendo 1.500 por dia durante 13 dias. Depois da exaustiva disputa, os jogadores reais lideraram a disputa com US$ 723 mil a mais em fichas do que a invenção de Sandholm.
Jogos de Poker diferem-se dos jogos de tabuleiro em uma coisa básica. Nos jogos de tabuleiro, toda a informação necessária para vencer está bem em frente ao jogador. As posições das peças não estão escondidas, nem os lugares para onde elas possam ser movidas. Muitos jogadores espertos podem olhar para o tabuleiro e saber exatamente como reagir ao outro jogador para conseguir ganhar. Com o poker é diferente. Os jogadores tomam decisões ao analisarem somente a informação que está disponível a eles. Há toda uma adivinhação no poker e isso torna o problema para a inteligência artificial muito mais complexo que em outros jogos.

### Outros

#### Scrabble
O jogo scrabble é muito famoso nos Estados Unidos e consiste em formar palavras com peças que contêm inscrições de letras.
Depois de ter vencido o Scrabble Open, em Toronto, o canadense David Boys ganhou o direito de enfrentar o computador Quackle. Mesmo sendo um expert no jogo, Boys não conseguiu superar a inteligência artificial criada pelos universitários do Massachusetts Institute of Technology (MIT) John O'Laughlin e Jason Katz-Brown. O placar final foi 3 a 2 para a favor da máquina.

#### Jeopardy
Em novembro de 2004, Charles Lickel, um executivo da IBM Research, propôs o desenvolvimento de um computador para competir no Jeopardy, que é um jogo de perguntas e respostas semelhante ao extinto “Show do Milhão”, do Silvio Santos. A diferença é que competidores disputam um único prêmio entre eles e não há chances de pular perguntas ou pedir ajuda.
Para disputar esse jogo, o computador (intitulado "Watson" em homenagem ao fundador da empresa, Thomas J. Watson) teria de ser capaz de entender a linguagem humana e responder a qualquer pergunta com rapidez. Assim, após reconhecer a fala da pergunta do apresentador, o computador deve vasculhar um banco de dados em busca da reposta mais apropriada. O computador ainda deve “falar” em voz alta o verbete correto.
O maior desafio dos programadores do "Watson" foi fazê-lo interpretar os enigmas, as ironias, as sutilezas e a subjetividade que possa existir no conteúdo apresentado durante a disputa. Sem falar nas infinitas possibilidades de assuntos abordados, no pouco tempo de processamento dos dados e na compreensão e adaptação das perguntas em uma linguagem humana (muito mais complexa que os símbolos estáticos da linguagem de computadores).
Em 2011, 7 anos depois da criação do projeto, o computador "Watson" enfrentou humanos. A competição foi transmitida pela emissora CBS, em uma edição especial do programa.
Para enfrentar o supercomputador, foram convidados os dois melhores participantes da história do jogo: Ken Jennings, vencedor de 74 partidas consecutivas, e Brad Rutter, ganhador de mais de US$ 4,5 milhões no game show. Para deixar a disputa um pouco mais justa, Watson não poderia ter conexão com a internet durante o evento.
Os humanos não foram páreos para a máquina. Como prêmio, a máquina recebeu um prêmio de US$ 1 milhão, que foi doado pela IBM para instituições de caridade.